# Île Grouezen
C'hrou-Ezen est l'un des îlots de l'archipel de Bréhat.